# Agonum vinnulum
Agonum vinnulum är en skalbaggsart som beskrevs av Thomas Casey. Agonum vinnulum ingår i släktet Agonum och familjen jordlöpare. Inga underarter finns listade i Catalogue of Life.